# Білецький Федір Григорович
Білецький Федір Григорович (30 червня 1879, місто Кролевець, тепер Сумської області — 12 квітня 1967, місто Полтава) — український вчений у галузі рослинництва, заслужений діяч науки УРСР (з 1960 року). Перший завідувач кафедри рослинництва Полтавського сільськогосподарського інституту.

## Біографія
Народився в родині залізничника. У 1904 році закінчив сільськогосподарський факультет Київського політехнічного інституту.
Працював агрономом у господарствах цукротресту, був директором Маслівського сільськогосподарського технікуму на Київщині.
Більше 33 років (з 1925 до 1962 рр.) керував профільною кафедрою рослиництва, доцент (з 1931 року), професор Полтавського сільськогосподарського інституту. Багато сил віддав створенню матеріальної бази цієї кафедри та постановці науково-дослідної роботи викладачів і студентів. Поряд з викладацькою роботою підтримував постійний зв'язок із виробництвом, був одним із організаторів створення колгоспів на Полтавщині, надавав їм консультативну допомогу, читав лекції, організовував проведення практичних заходів на селі.
Працював також в Полтавському Інституті народної освіти (ІНО) з 1930 р. за сумісництвом; у 1931—1933 рр., коли ІНО перетворили на Інститут соціального виховання очільником агробіологічного відділу й кафедр землеробського спрямування.
Член ВКП(б) з 1944 року.
Опублікував 76 наукових праць.

## Нагороди
- два ордени Леніна

## Джерело
- http://leksika.com.ua/17131029/ure/biletskiy [Архівовано 22 лютого 2014 у Wayback Machine.] УРЕ
- Сумщина в іменах: Енциклопедичний довідник. — Суми: Рекламно-видавниче об'єднання «АС-Медіа», СумДУ, 2003. — С. 50.